# حزب دموکراتیک مشروطه
حزب دموکراتیک مشروطه (روسی: Конституционно-демократическая партия) یک حزب سیاسی میانه‌رو، لیبرال در امپراتوری روسیه بود که پادشاهی مشروطه غربی را در میان سایر سیاست‌ها ترویج می‌کرد و پایگاهی از میانه‌روها محافظه‌کاران تا سوسیالیست‌های ملایم را جذب می‌کرد.